# Rodrigo de Sousa e Castro
Rodrigo Manuel Lopes de Sousa e Castro GCL (Celorico de Basto, 1944) é um antigo militar português. Militar de carreira, integra em 1973 a Comissão Coordenadora do Movimento dos Capitães, na clandestinidade. Participa na elaboração do documento O Movimento das Forças Armadas e a Nação, verdadeiro programa político do Movimento dos Capitães, bem como na organização e desencadeamento da operação militar de 25 de Abril de 1974, a designada Revolução dos Cravos, que culmina com o derrube do regime ditatorial, de 48 anos, de Salazar/Caetano. Coube-lhe o levantamento das forças militares a Norte, que na ordem de batalha dão corpo ao "Agrupamento November". Durante o Verão de 1975 é um dos subscritores originais do Documento dos Nove e faz parte, por via disso, do "Grupo dos Nove".

## Da infância à Academia Militar
Rodrigo Manuel Lopes de Sousa e Castro nasce em Janeiro de 1944, na aldeia do Lugar da Cruz de Baixo, freguesia de Arnoia, concelho de Celorico de Basto. O pai é ferroviário, chefe de estação de Celorico de Basto, a mãe, regente escolar. Rodrigo de Sousa e Castro é o terceiro de sete irmãos. Em 1954 conclui a quarta classe, ingressando em seguida no Colégio de São Gonçalo, em Amarante, já com a ideia de vir a ser oficial do exército. Quando o Director e professor de Inglês, o Padre Ramalho, pergunta aos alunos, um por um, o que queriam ser quando fossem grandes, Sousa e Castro responde-lhe com alma: Quero ser oficial do exército!.
Em 1958, tem o jovem Rodrigo 14 anos de idade, Humberto Delgado passa por Amarante em campanha eleitoral, fardado, em pé num carro a descoberto. Os seus olhares cruzam-se numa rua estreita, com o povo a atirar-lhe flores, as janelas e as sacadas decoradas com colchas e os guardas-republicanos a fazerem-lhe continência. O eclodir da guerra em Angola encontra-o já a fazer o terceiro ciclo, no Liceu D. Manuel II, no Porto. Em 1962, com 18 anos e concluído o 7.º ano, concorre à universidade e é emancipado para poder arranjar trabalho. Concorre a um lugar de escriturário no 1.º Juízo Cível da Comarca do Porto e acaba colocado, mas sempre com a ideia de concorrer à Academia Militar, ou à Escola Naval, o que acaba por acontecer em 1963, sendo admitido.
Por força do conflito em África, é surpreendido pelo encurtamento da duração do curso. Ao ingressar no segundo ano, a classificação entretanto obtida permite-lhe escolher a Arma de Artilharia. No decurso deste ano, nova surpresa: por efeito da intensificação do esforço de guerra, os cursos das armas combatentes – Infantaria, Cavalaria e Artilharia - vêem a sua duração encurtada para três anos, sendo que o 3.º ano encadeia com o final do 2.º, por eliminação do habitual período de férias grandes. Isto significa que, logo em 1966, os cursos das armas combatentes iniciados em 1963, saem para os tirocínios nas respectivas Escolas Práticas.

## Comissões de serviço em África
Em 1966/67, com o posto de alferes cumpre a primeira comissão de serviço em Angola como adjunto do comandante da companhia 1463 do Batalhão de Artilharia 1864 e, após a rendição deste pelo Batalhão de Infantaria 1920, como adjunto do comandante da companhia 1721. Durante este período faz um curso de Comandos no Centro de Instrução de Comandos do Grafanil. Em 1970/1972, já capitão, realiza a segunda comissão de serviço em Moçambique, como comandante da companhia de comando e serviços do Batalhão de Artilharia 2918.

## O Movimento dos Capitães e a Revolução de 25 de Abril de 1974
No regresso à Metrópole, em 1973/1974 integra a Comissão Coordenadora do Movimento dos Capitães, na clandestinidade. Em Março de 1974, participa na elaboração do documento O Movimento das Forças Armadas e a Nação, verdadeiro programa político do Movimento dos Capitães, bem como na organização e desencadeamento da operação militar de 25 de Abril. Aqui desempenha a função de oficial-estafeta (eram oito no total - capitães Pedrosa Afonso, António Torres, Rosado da Luz, Veiga Vaz, Sousa e Castro, Candeias Valente, Lopes Francisco e major Luís Arruda), cabendo-lhe o levantamento das forças militares a Norte, que viriam a constituir o Agrupamento November. A madrugada do dia 25 encontra-o já em Lisboa onde, depois de alguns sobressaltos, acaba por se dirigir ao Posto de Comando instalado na Pontinha. Aqui, assistirá à chegada do deposto Marcelo Caetano mas, sobretudo, pela significância do momento, à “tomada” do Posto de Comando por Spínola e a sua entourage.

## 1974-1975
Em Maio de 1974 faz o curso do sistema de mísseis antiaéreos Crotale, em Paris, e em Março de 1975 é nomeado para o Conselho da Revolução onde permanecerá até ao seu apagamento constitucional em 1982. Durante o Verão de 1975 integra o Grupo dos Nove e em 25 Novembro de 1975, desempenha funções no Posto de Comando instalado no Palácio de Belém, sob o comando directo do Presidente da República, General Costa Gomes.

## Depois de 75
Do Conselho da Revolução ao regresso à vida civil, passando pela actividade política.
No Conselho da Revolução assume as funções de superintendente para a Extinção da PIDE/DGS e LP, de presidente dos Serviços de Apoio do Conselho da Revolução e de porta-voz até 1980, ano em que é nomeado presidente da Comissão Instaladora do Instituto Damião de Góis da Presidência da República, cargo que exercerá até 1982. Entretanto, ainda em 1980 integra a CNARPE – Comissão Nacional de Apoio à Reeleição do Presidente Eanes, na qualidade de director do Departamento de Informação e Propaganda. Em 1981 é promovido a major. Após a revisão constitucional de 1982 e decorrendo do quadro político da época, apoia activamente o surgimento de uma nova formação política – o PRD, Partido Renovador Democrático - que tem na figura do Presidente Ramalho Eanes a sua alma pater. Recebe a Grã-Cruz da Ordem da Liberdade, em 10 de Junho de 1985. Em 1986 é director de campanha da candidatura presidencial de Maria de Lurdes Pintasilgo. Dedica-se à gestão comercial e industrial entre 1982 e 2004. É co-autor, em 1999, do programa da SIC A Hora da Liberdade. Em 2000/2001, colabora na produção do programa da SIC Século XX Português. Em 2004 e no âmbito do processo de reconstituição das carreiras dos militares implicados no processo de transição democrática, é promovido a coronel. O despacho é assinado pelo ministro da Defesa Paulo Portas.
Foi presidente da Assembleia Geral da empresa Cacém-Pólis, o maior projecto realizado no âmbito do programa pólis, tendo exercido o cargo a título gratuito. Foi agraciado com a medalha de ouro da sua terra natal, Celorico de Basto, onde existe uma rua com o seu nome tendo inscrito RUA RODRIGO SOUSA E CASTRO -  CAPITÃO DE ABRIL.
Foi cabeça-de-lista do PDR por Lisboa às legislativas de 2015.

## Obra
A 25 de Novembro de 2009 publica Capitão de Abril, Capitão de Novembro, com a chancela da editora Guerra & Paz. Publicou em co-autoria com Joana Pontes e Aniceto Afonso, o livro A HORA DA LIBERDADE, da ed. Bizâncio em Abril de 2012. Tem em projecto a publicação um segundo volume que abarca o período que medeia entre o 25 de Novembro de 1975 e a saída de cena do Conselho da Revolução em 1982.

## Controvérsias
Rodrigo Sousa e Castro foi acusado de antissemitismo após comentários no Twitter onde apelidou judeus de serem "bulldogs sionistas" a "antissemitas primitivos". Esta polémica teve repercursões a nível mundial chegando a merecer comentários do embaixador israelita em Lisboa, Raphael Gamzou, Andrew Srulevitch, diretor dos Assuntos Europeu para a Liga Anti-Difamação que faz a monitorização do antissemitismo na Europa e do Comité Americano Judeu. 3 dias depois do comentário, Rodrigo Sousa e Castro retratou-se pedindo desculpas pelo sucedido.
Quanto a esta soit-disant polémica, o visado, Rodrigo de Sousa e Castro, esclarece que o seu posicionamento é declaradamente anti-sionista e não anti-semita, como erroneamente foi e vem sendo propalado.